# Морг поля

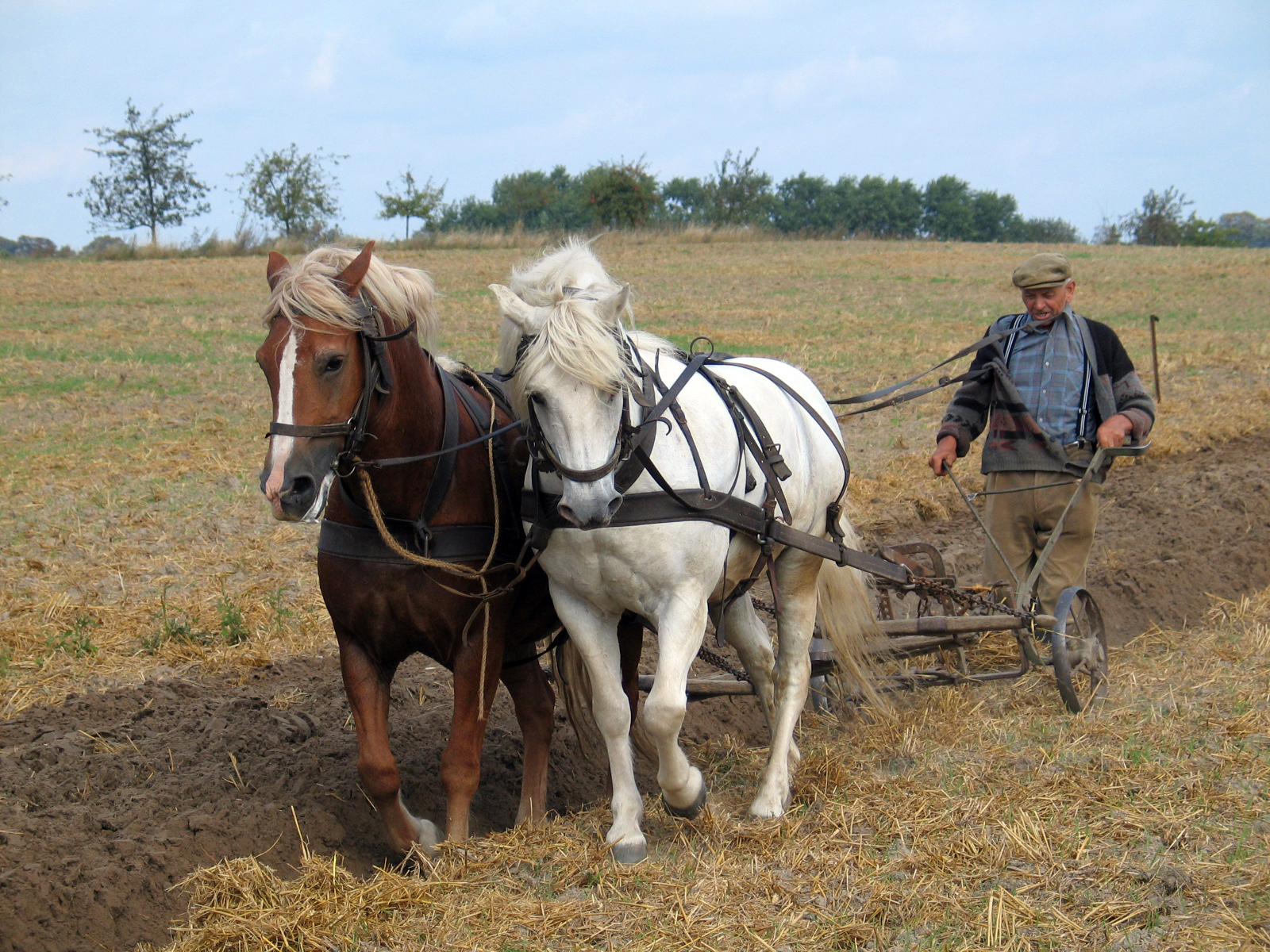
Селянин з кінним екіпажем і плугом

Морг, діал. морґ (нім. Morgen, пол. morga, morg, jutzyna) — середньовічна загальноєвропейська одиниця вимірювання площі ґрунту, переважно в рільництві, для вимірювання земельних наділів (має стільки-то моргів поля). У давнину визначала площу, яку одна людина здатна зорати, скосити одним запрягом коня протягом робочого дня: від ранку до полудня, звідси й назва: нім. Morgen, тобто «ранок». Залежно від місцевості, ґрунту морг дорівнював 0,33-1,07 гектарів. Використовувалась одиниця з XIII століття на землях України, що належали до польського Королівства, Литовського князівства та у Західній Україні до 1939 року, тепер неофіційна.
У німецьких землях, звідки походить ця міра, 1 лан (волока) мав 30 моргів; франконський лан мав 48 моргів.
Дорівнював звичайно 0,5755 га (прусський морг — 0,2553 га). 1 морг мав 1600 квадратних сажнів.